# Supercoppa italiana 2014 (calcio femminile)
La Supercoppa italiana 2014 di calcio femminile si è disputata sabato 27 settembre 2014 alle ore 15:00 presso lo Stadio Gino Cosaro di Montecchio Maggiore.
La sfida ha visto contrapposte il Brescia, vincitore della Serie A 2013-2014 e il Graphistudio Tavagnacco, vincitore della Coppa Italia 2013-2014.

## La gara
Il match si sblocca nel secondo tempo, quando al minuto 63 il Graphistudio Tavagnacco passa in vantaggio con Gloria Frizza, lesta a riprendere una respinta corta di Chiara Marchitelli. Le campionesse d'Italia trovano il pareggio al minuto 82 con Daniela Sabatino, che riprende un tiro di Valentina Cernoia respinto da Sara Penzo. La gara termina uno a uno e così si va ai calci di rigore: dopo un errore per parte, con Paola Brumana e Barbara Bonansea entrambi parati, l'errore decisivo è di Elisa Camporese, che al quinto tiro centra il palo.
Il Brescia vince così la sua prima Supercoppa italiana.

## Tabellino
| Arbitro: | Feraudo (Chiavari) |

|                                           |                      |                                             |
| Sabatino 82’                              | Marcatori            | 63’ Frizza                                  |
| Linari Rosucci Karlsson Bonansea Sabatino | Tiri di rigore 4 – 3 | Parisi Brumana Martinelli Tuttino Camporese |

| Brescia | Tavagnacco |

### Formazioni
| Brescia          |    |                    |     |
|                  |    |                    |     |
| P                | 1  | Chiara Marchitelli |     |
| D                | 3  | Roberta D'Adda     |     |
| D                | 16 | Maria Karlsson     | 61’ |
| D                | 5  | Elena Linari       |     |
| C                | 2  | Giulia Nasuti      | 79’ |
| C                | 6  | Martina Rosucci    |     |
| C                | 7  | Valentina Cernoia  |     |
| C                | 14 | Eleonora Prost     | 66’ |
| C                | 9  | Daniela Sabatino   |     |
| A                | 10 | Cristiana Girelli  | 70’ |
| A                | 11 | Barbara Bonansea   |     |
| A disposizione:  |    |                    |     |
| P                | 12 | Camelia Ceasar     |     |
| D                | 13 | Lisa Boattin       | 66’ |
| D                | 4  | Elisa Zizioli      |     |
| D                | 15 | Stefania Zanoletti |     |
| C                | 20 | Fabiana Costi      |     |
| C                | 19 | Chiara Massussi    |     |
| A                | 17 | Stefania Tarenzi   | 70’ |
| Allenatore:      |    |                    |     |
| Milena Bertolini |    |                    |     |

| Tavagnacco      |    |                    |     |
|                 |    |                    |     |
| P               | 1  | Sara Penzo         |     |
| D               | 2  | Nenè Nhaga Bissoli |     |
| D               | 3  | Gloria Frizza      |     |
| D               | 4  | Alessia Tuttino    |     |
| D               | 5  | Ambra Pochero      |     |
| C               | 6  | Michela Martinelli |     |
| C               | 7  | Paola Brumana      | 76’ |
| C               | 8  | Rossella Sardu     |     |
| C               | 9  | Erika Lauriola     | 74’ |
| A               | 10 | Alice Parisi       |     |
| A               | 11 | Elisa Camporese    |     |
| A disposizione: |    |                    |     |
| P               | 12 | Stefania Blancuzzi |     |
| D               | 13 | Francesca Nobile   |     |
| D               | 14 | Chiara Cecotti     | 74’ |
| C               | 15 | Karin Mantoani     |     |
| C               | 16 | Luisa Usenich      |     |
| A               | 17 | Federica Veritti   |     |
| A               | 18 | Sofia Del Stabile  |     |
| Allenatore:     |    |                    |     |
| Sara Di Filippo |    |                    |     |

## Curiosità
- Per la prima volta dopo sette anni, in finale non è arrivata la Torres (sei vittorie ed una sconfitta).
- Brescia e Tavagnacco erano state finaliste contro le sarde nelle ultime tre edizioni, perse in tutte e tre i casi per 2-1.
- Per la prima volta dal 2005, in campo non c'era Patrizia Panico, che aveva giocato tutte le finali precedenti: tre con il Bardolino e cinque con la Torres.